# Petr Kabeš

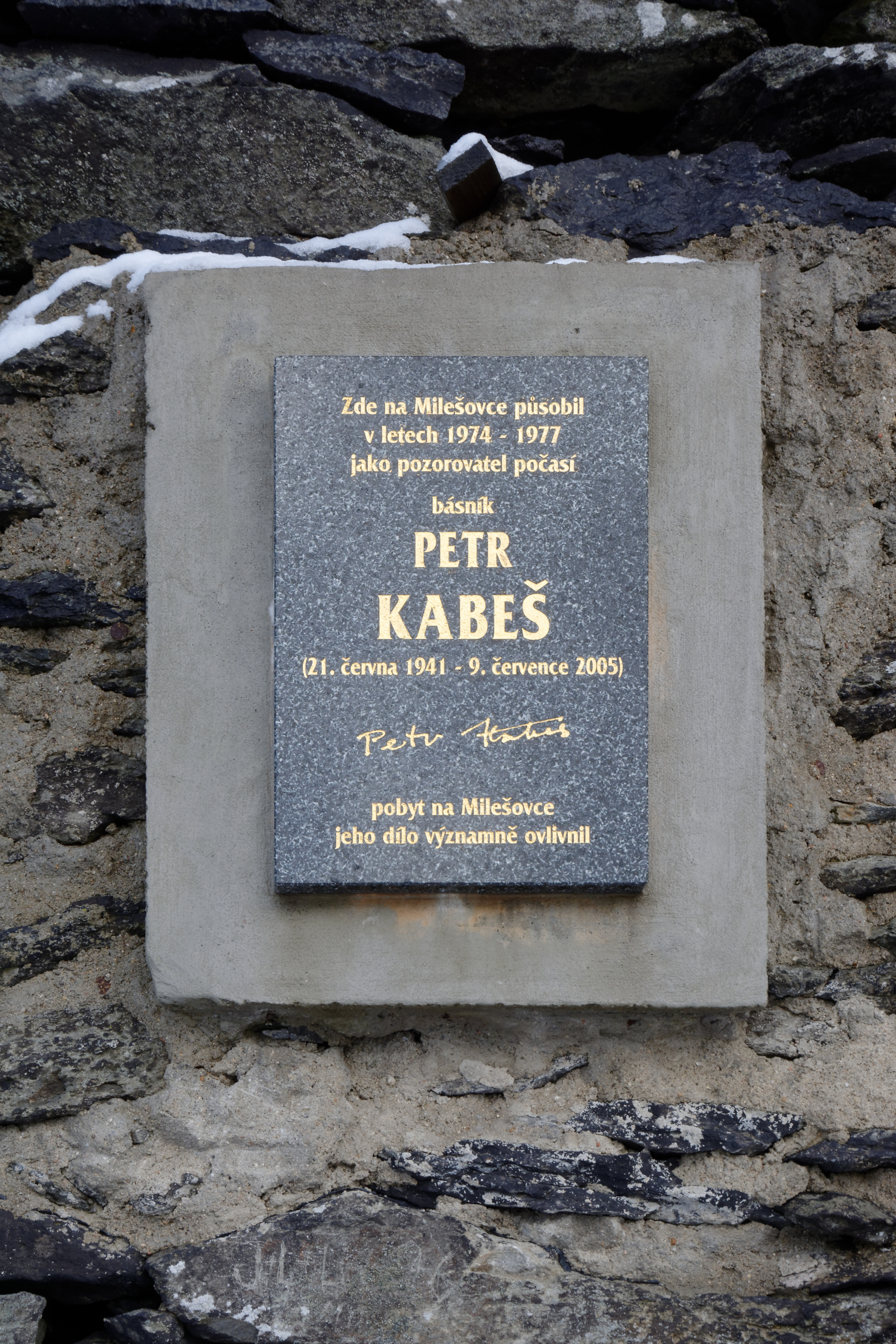
Pamětní deska na Milešovce

Petr Kabeš (21. června 1941, Pardubice – 9. července 2005, Praha) byl český básník.

## Život
Vystudoval VŠE, mezi lety 1966–1969 redigoval až do jeho zákazu literární měsíčník Sešity. V období normalizace vykonával různá povolání, byl mj. pozorovatelem počasí na Milešovce, odkud byl propuštěn po podepsání Charty 77. Poté pracoval jako noční hlídač. Po revoluci byl zpočátku ve svobodném povolání, od r. 1992 v invalidním důchodu. Roku 1995 obdržel Cenu Jaroslava Seiferta. Časopis A2 zařadil jeho knihu Těžítka do českého literárního kánonu po roce 1989, tedy do výběru nejdůležitějších českých knih v období třiceti let od sametové revoluce. Byl ženatý s významnou českou překladatelkou Annou Kareninovou.

### Čtyřsvazková retrospektiva
- Pěší věc a jiné předpokoje, 1998 (Pěší věc, plus nepublikované cykly Předpokoje a Soukromí trojzubce)
- Krátké letní procesy, 1999 (výbor z prvních tří sbírek, texty z rukopisné sbírky Krátké letní procesy, ukázky z překladů, rozšířená verze Odkladu krajiny a texty 1970–1971)
- Kámen ze srdce, 2000 (přepracované verze sbírek Obyvatelná těla a Skanseny, nepublikovaný cyklus Kámen ze srdce)
- Těžítka, ta těžítka, 2002 (přepracovaná verze Těžítek, cyklus netištěných textů Obehnán deštěm jako ostnatým, plus oddíl Těšítka shrnující texty jiných autorů dedikované autorovi)